# David Berman (acteur)
Pour les articles homonymes, voir David Berman et Berman.
David Berman est un acteur américain, né le 1er novembre 1973 à Tarzana en Californie. En plus de jouer dans la série télévisée Les Experts, il est recherchiste pour l'émission.
En 2006, il apparaît dans sept épisodes de la série Vanished.

## Filmographie
| Cinéma    | Cinéma               | Cinéma                  | Cinéma                               |
| année     | titre                | rôle                    | notes                                |
| --------- | -------------------- | ----------------------- | ------------------------------------ |
| 2024-2025 | Chicago Med          | Ambulancier Corey       | saison 10, 2 épisodes                |
| 2015      | Bones                | Tim Diffley             |                                      |
| 2014      | Midnight Sex Run     | Roland                  |                                      |
| 2000-2015 | Les Experts          | David Phillips          |                                      |
| 2009-2014 | Drop Dead Diva       | Hank Spencer            |                                      |
| 2010      | Desperate Housewives | Larry                   | épisode A Little Night Music         |
| 2008      | Gemini Division (en) | scientifique en chef    |                                      |
| 2006      | Heroes               | Brian Davis             | épisode Chapter Ten 'Six Months Ago' |
| 2008      | Vanished             | Agent Edward Dockery    |                                      |
| 2006      | Outside Sales        | Herb Mulligan           |                                      |
| 2000      | Profiler             | technicien informatique | épisode Besieged                     |

## Crédits
- (en) Cet article est partiellement ou en totalité issu de l’article de Wikipédia en anglais intitulé « David Berman (actor) » (voir la liste des auteurs).